# Contrôleur de niveau
Un contrôleur de niveau est un appareil très simple équipant les chaudières à vapeur.
La chaudière à vapeur doit servir à produire de la vapeur, qui sera distribuée dans les appareils de chauffe (radiateurs), se condensera en abandonnant sa chaleur latente et retournera à la chaudière par les tubes de retour.
La sécurité de la chaudière comprend une soupape de sécurité, qui évitera toute surpression, et un contrôleur de niveau qui assure le remplissage partiel de la chaudière. Pour produire de la vapeur, la chaudière ne doit jamais être pleine.
Le niveau de marche s'établit environ aux 2/3 de la contenance de la chaudière.
Cet équipement comprend un corps qui renferme un flotteur. La partie arrière de ce flotteur en basculant de haut en bas assure deux contacts :
1- Il ferme un circuit, par exemple, lorsque le niveau d'eau est atteint, il permet l'alimentation du brûleur
2- Il ouvre un circuit, en général il coupe l'alimentation d'une ou deux électrovannes sur l'alimentation en eau froide de la chaudière. Cette alimentation est nécessaire car le circuit retour ne restitue pas toute l'eau qui part vers les radiateurs.
En partie basse, une vanne permet de vidanger le contrôleur. Un modèle très répandu est le McDONELL 67 de ITT McDONNEL & MILLER. Corps en fonte et flotteur en laiton.
Pour indiquer clairement le niveau d'eau dans la chaudière, le contrôleur est monté en parallèle avec un petit circuit d'eau composé d'un tube en verre Pyrex et de deux vannes qui permettent d'isoler le tube, par exemple pour le remplacer.
Cet équipement est indispensable au fonctionnement d'une chaudière à vapeur basse pression puisqu'il assure l'alimentation en eau, la permanence du niveau et la sécurité de base pour que le brûleur ne se mette pas en marche en cas de manque d'eau.
La pression de service est très faible entre 10  et   100 g de pression.Analyseur d'eau 